# كنيسة القديسة حنة
كنيسة سانت آن (بالفرنسية: Église Sainte-Anne de Jérusalem) كنيسة رومانية كاثوليكية تقع على طريق الآلام في الحي الإسلامي داخل أسوار البلدة القديمة لمدينة القدس. بناها الصليبيون سنة 1138، وسلّمها العثمانيون إلى فرنسا سنة 1856، حيث تعود ملكية الكنيسة حاليا إلى الحكومة الفرنسية.

## تاريخ

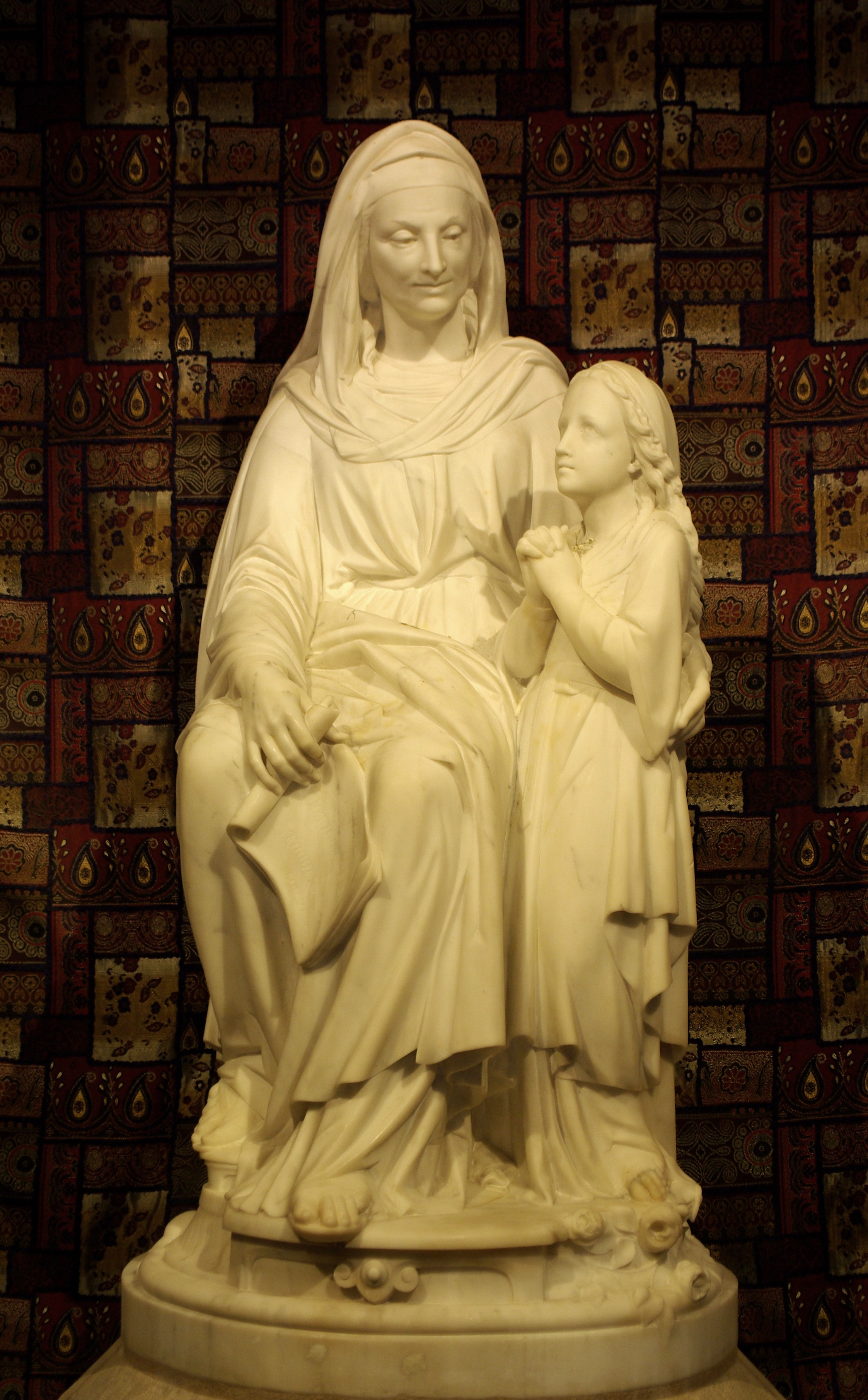
تمثال القديسة ومريم العذراء

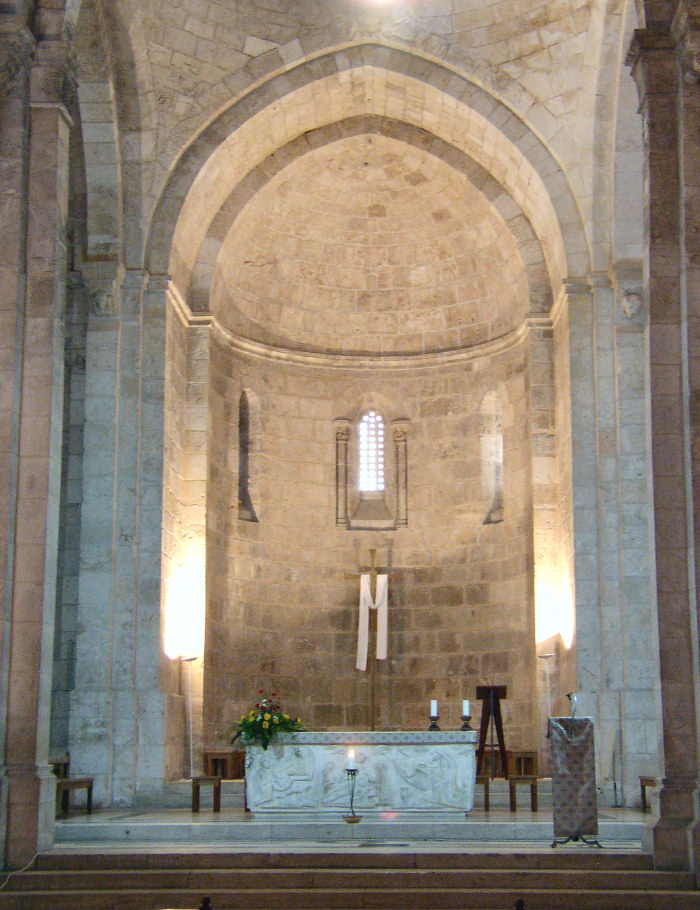
المذبح الرئيسي

اُقيمت الكنيسة الحالية بالقرب من بقايا كنيسة بيزنطية تم بناؤها في وقت سابق، بالإضافة إلى أكثر من موقع لمغارة كان الصليبيون يعتقدون أنها مهد مريم العذراء أم المسيح. تم تخصيص الكنيسة للقديسة آنا، التي عاشت هناك وفقا للتقاليد المسيحية، وهو موقع حيث ولدت ابنتها، مريم العذراء في كهف يقع تحت الكنيسة. وقد تم الانتهاء من بناء الكنيسة في 1138 من قبل أردا، أرملة بالدوين الأول، أول ملك صليبي للقدس.
كان هناك ضريح وثني لعبادة إله الشفاء الروماني (مزيج توفيقي بين الإله المصري سيرابيس والإله اليوناني أسقليبيوس) في هذا المكان على الأرض بجوار بركة بيت حسدا.
أنشئت كنيسة بيزنطية فوق أنقاض الضريح القديم في القرن الخامس. دمر الفرس الكنيسة جزئيا في عام 614 ثم رممت بعد ذلك. نفى بلدوين الأول، أول ملك صليبي للقدس، زوجته أردا إلى دير البينديكتين القديم الموجود هنا في هذا المكان عام 1104.
بُنيت كنيسة القديسة حنة الحالية بين عامي 1131 و1138 في عهد الملكة ميليسندا بالقرب من بقايا الكنيسة البيزنطية وفوق مغارة يُعتقد أنها كانت منزل العذراء مريم والدة يسوع. كرست الكنيسة لحنة ويهوياقيم والدي مريم،اللذين يُقال إنهما عاشا هنا.
لم تُدمر كنيسة القديسة حنة بعد استعادة صلاح الدين للقدس في عام 1187، ثم في عام 1192 حوّل صلاح الدين بنائها إلى مدرسة عرفت باسم المدرسة الصلاحية (نسبةً إلى صلاح الدين). وذُكر أنها أقيمت في مكان الكنيسة التي كانت تُعرف آنذاك بـ «صَنْدحنة». كانت المدرسة الصلاحية ذات مكانة علمية كبيرة، وكانت في مقدمة المعاهد العلمية في القدس، حيث قامت بدور فكري كبير، وتولّى مشيختها والتدريس فيها عدد من العلماء.
لم يسمح للحجاج المسيحيين بدخول المغارة وقت الحكم العثماني إلا بعد دفع رسوم. في عام 1856، وكجزء من امتنان السلطان العثماني عبد المجيد الأول للدعم الفرنسي خلال حرب القرم، تم تقديم هذه الكنيسة إلى نابليون الثالث.
أرسلت الحكومة الفرنسية المهندس المعماري الفرنسي كريستوف إدوارد موس إلى القدس في عام 1862 لكي يشرف على ترميم الكنيسة التي تضررت بفعل الزمن. اكتشف موس في عام 1873 بقايا بركة بيثيسدا بجوار الكنيسة. أدار الكنيسة منذ عام 1878 المبشرين من إفريقيا وهو نظام كاثوليكي يطلق عليه عادة الآباء البيض.

## عمارة
بُنيت الكنيسة بين عامي 1131 و1138 مكان الكنيسة البيزنطية القديمة، ثم وسعت لاحقًا بعدة أمتار تُعتبر الكنيسة مثال جيد على العمارة الرومانية. يتضمن تصميم البازيليكا الثلاثي على سقوف مقببة عبر الأعمدة، وخطوط واضحة وغير مزينة. يفصل الصحن عن الممرات الجانبية السفلية بأروقة مقوسة. أما المذبح الرئيسي فصممه النحات الفرنسي فيليب كايبلين، ويُظهر على واجهة المذبح أيقونة للميلاد (على اليسار) والنزول من الصليب (في المنتصف) والبشارة (على اليمين).
تحوي الكنيسة على نظام صوتيات مثالي للأناشيد الدينية، هذا يجعل من الكنيسة محجا للجوقات الموسيقية والعازفين المنفردين.

## الملكية
تُعد الكنيسة واحدة من بين أربع ممتلكات تابعة للحكومة الفرنسية في الأراضي المقدسة. لا تعترف فرنسا بالسيطرة الإسرائيلية على القدس الشرقية (ومنها الكنيسة) تماشيًا مع القانون الدولي الذي يعد القدس الشرقية أرض محتلة. امتنع الرئيس الفرنسي جاك شيراك عن دخول الكنيسة في عام 1996 خلال زيارته للقدس حتى انسحاب الجنود الإسرائيليون الذين كانوا يرافقونه مع الموقع. حدثت مشادة بين الرئيس الفرنسي إيمانويل ماكرون وضباط الأمن الإسرائيليين داخل الكنيسة في يناير 2020.

## للاستزادة
- Clermont-Ganneau، C.S. (1899). [ARP] Archaeological Researches in Palestine 1873-1874, translated from the French by J. McFarlane. London: Palestine Exploration Fund. ج. 1. (pp. 116 - 126)
- Fabri، F. (1896). Felix Fabri (circa 1480–1483 A.D.) vol I, part II. جمعية نصوص حجاج فلسطين. (pp. 455, 483)
- Moudjir ed-dyn (1876). Sauvaire (المحرر). Histoire de Jérusalem et d'Hébron depuis Abraham jusqu'à la fin du XVe siècle de J.-C. : fragments de la Chronique de Moudjir-ed-dyn. (pp. 77, 82, 154-5)
- Pococke، R. (1745). A description of the East, and some other countries. London: Printed for the author, by W. Bowyer. ج. 2. (p. 14)
- Poloner، John (1894). John Poloner's description of the Holy Land (ca. A.D. 1421). جمعية نصوص حجاج فلسطين. (p. 6)
- Pringle، D. (2007). The Churches of the Crusader Kingdom of Jerusalem: The city of Jerusalem. مطبعة جامعة كامبريدج. ج. III. ISBN:978-0-521-39038-5. مؤرشف من الأصل في 2025-01-28. (pp. 142- 156)
- Vogüé, de، M. (1860). Les églises de la Terre Sainte. مؤرشف من الأصل في 2024-12-24.(p. 233-245; pl. XIV-XXV)
- Warren، C.؛ Conder، C.R. (1884). The Survey of Western Palestine: Jerusalem. London: صندوق استكشاف فلسطين. (pp. 40, 83, 428)

## روابط خارجية
- Madrasa al-Salahiyya
- Photos of the Church of Saint Anne
- فيديو من داخل الكنيسة